# Liste der Biografien/Helv
Liste der Biografien |
Portal Biografien |
Personensuche
# |
A |
B |
C |
D |
E |
F |
G |
H |
I |
J |
K |
L |
M |
N |
O |
P |
Q |
R |
S |
T |
U |
V |
W |
X |
Y |
Z |
?
 
Ha |
Hd |
He |
Hi |
Hj |
Hk |
Hl |
Hm |
Hn |
Ho |
Hr |
Hs |
Ht |
Hu |
Hv |
Hw |
Hy
 
Hea |
Heb |
Hec |
Hed |
Hee |
Hef |
Heg |
Heh |
Hei |
Hej |
Hek |
Hel |
Hem |
Hen |
Heo |
Hep |
Heq |
Her |
Hes |
Het |
Heu |
Hev |
Hew |
Hex |
Hey |
Hez
 
Hela |
Helb |
Helc |
Held |
Hele |
Helf |
Helg |
Heli |
Helj |
Helk |
Hell |
Helm |
Heln |
Helo |
Help |
Helr |
Hels |
Helt |
Helu |
Helv |
Helw |
Hely |
Helz
Die Liste der Biografien führt alle Personen auf, die in der deutschsprachigen Wikipedia einen Artikel haben. Dieses ist eine Teilliste mit 26 Einträgen von Personen, deren Namen mit den Buchstaben „Helv“ beginnt.

## Helv

### Helva
- Helvacı, Ali (* 1991), türkischer Fußballspieler
- Helvacıoğlu, İrem (* 1990), türkische Schauspielerin

### Helve
- Helveg Petersen, Kristen (1909–1997), dänischer Politiker (Det Radikale Venstre), Mitglied des Folketing
- Helveg Petersen, Niels (1939–2017), dänischer Politiker (Det Radikale Venstre (RV)), Mitglied des Folketing
- Helveg Petersen, Rasmus (* 1968), dänischer Politiker, Mitglied des Folketing und Minister
- Helveg, Thomas (* 1971), dänischer Fußballspieler und -trainer
- Helvering, Guy T. (1878–1946), US-amerikanischer Jurist und Politiker
- Helversen, Dagmar von (1944–2003), deutsche Biologin
- Helversen, Otto Plato von (1563–1626), Generalleutnant im Dreißigjährigen Krieg
- Helversen, Otto von (1943–2009), deutscher Biologe
- Helvete, Hank von (1972–2021), norwegischer Sänger und SchauspielerHank von Helvete (1972–2021)

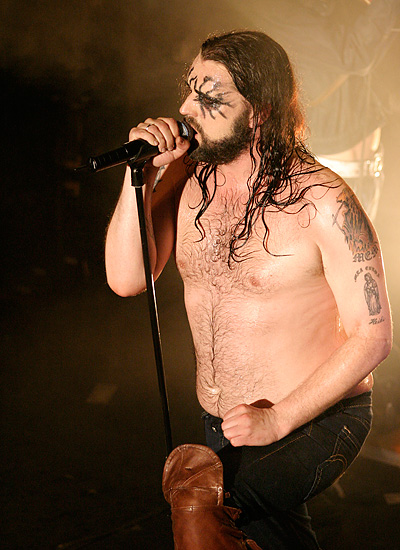
Hank von Helvete (1972–2021)

- Helvétius, Claude Adrien (1715–1771), französischer Philosoph
- Helvétius, Jean Adrien († 1727), holländisch-französischer Arzt
- Helvétius, Jean Claude Adrien (1685–1755), französischer Arzt
- Helvey, Gregg, US-amerikanischer Filmregisseur

### Helvi
- Helvidius Priscus, Gaius, stoischer Philosoph und Politiker zur Zeit der Kaiser Nero und Vespasian
- Helvig von Holstein, durch Heirat Königin von Schweden
- Helvig, Carl (1830–1905), deutscher Zeichner, Lithograph, Maler und Fotograf
- Helvig, Carl von (1764–1844), schwedischer Generalfeldzeugmeister, preußischer Generalleutnant der Artillerie
- Helvig, Ludwig August (1796–1855), deutscher Zeichner, Maler und Lithograph sowie Universitätszeichenlehrer
- Helvigius, Andreas (1572–1643), deutscher Philologe und Pädagoge
- Helvis von Haifa, Herrin von Haifa
- Helvius Cat[…], Lucius, antiker römischer Toreut
- Helvius, Sextus, antiker römischer Toreut

### Helvo
- Helvoirt, Wil van (* 1952), niederländischer Radrennfahrer
- Helvoirt-Pél, Richard van (1873–1950), niederländischer Opernsänger (Charaktertenor)